# Шарпар Дмитро Олександрович
Дмитро́ Олекса́ндрович Шарпар (21 грудня 1997, Харків — 23 січня 2023, Бахмут, Україна) — український фігурист, який виступав у парному катанні. Член збірної України У парі з Анастасією Побіженко завоював срібну медаль чемпіонату України сезону 2015/16 та брав участь у юнацьких Олімпійських іграх 2016 року. Після завершення кар'єри брав участь у льодовому шоу. Загинув, захищаючи Україну в боях під Бахмутом під час російського вторгнення в Україну.

## Біографія
Дмитро Шарпар народився 21 грудня 1997 року в місті Харків Харківської області.
Почав займатися фігурним катанням у 2011 році. Тренувався у рідному Харкові у спортивній школі «Спартак». Спершу був одиночником, а пізніше перейшов у парне катання. Виступав у дуеті із харків'янкою Анастасією Побіженко. Наставниками пари були Анастасія Гончарова та Альфред Корітек, а за хореографічну частину катання відповідала Клара Білоусовська. Поза льодом Шарпар цікавився футболом.
На юніорському рівні Шарпар та Побіженко двічі ставали медалістами чемпіонату України, здобувши бронзову та срібну медалі.
Головним спільним досягненням Дмитра Шарпара та Анастасії Побіженко стала срібна медаль національного українського чемпіонату у сезоні 2015/16. На тому турнірі, який проходив у Києві у грудні 2015 року, брали участь дві спортивні пари. За сумою короткої та довільної програм Шарпар та його партнерка набрали 86,15 бала. Переможцями з великим відривом виявилися Рената Оганесян та Марк Бардей із Дніпропетровська (нині Дніпро).
Підсумковий рахунок Шарпара та Побіженко на чемпіонаті України 2015/16 — 86,15 — не був зарахований як особистий рекорд, оскільки Міжнародна спілка ковзанярів (ISU) не враховує бали, зароблені на національних чемпіонатах. За системою ISU їх найвищий результат дорівнює 74,30 бала, який вони набрали того ж сезону на юнацьких Олімпійських іграх, де вони посіли останнє десяте місце.
Після завершення кар'єри змагань був артистом циркового шоу на льоду «Гранд».
Учасник російсько-української війни. 23 січня 2023 року громадська організація з розвитку фігурного катання «Skate Ukraine» повідомила про смерть Дмитра Шарпара. Як було зазначено, 25-річний Шарпар загинув у боях під Бахмутом під час битви за Донбас. Українська федерація фігурного катання, спортсмени та тренери висловили співчуття сім'ї та близьким Шарпара, зазначивши що «він залишиться в нашій пам'яті справжнім героєм, який віддав життя за свою Батьківщину». Бронзовий призер Олімпійських ігор 2022 Тім Колето заявив, що смерть Шарпара «розриває душу».